# Metsaküla
Metsaküla är en ort i Estland. Den ligger i Torma kommun och landskapet Jõgevamaa, i den centrala delen av landet, 120 km sydost om huvudstaden Tallinn. Metsaküla ligger 94 meter över havet och antalet invånare är 126.
Terrängen runt Metsaküla är platt, och sluttar österut. Runt Metsaküla är det mycket glesbefolkat, med 6 invånare per kvadratkilometer. Närmaste större samhälle är Mustvee, 19,0 km öster om Metsaküla. Omgivningarna runt Metsaküla är en mosaik av jordbruksmark och naturlig växtlighet.